# Tamphana praecipua
Tamphana praecipua är en fjärilsart som beskrevs av William Schaus 1905. Tamphana praecipua ingår i släktet Tamphana och familjen silkesspinnare. Inga underarter finns listade i Catalogue of Life.